# Francisco De Caro
Francisco De Caro (* 23. März 1898 in Buenos Aires; † 31. Juli 1976 ebenda) war ein argentinischer Tangopianist und -komponist.
Der ältere Bruder Julio De Caros debütierte als Tangomusiker in einer Gruppe mit dem Geiger Paco Situola, dem Flötisten José Galarza und dem Bandoneonisten Carlos Marcucci. Darauf reiste er nach Uruguay. Dort trat er in Nachtclubs auf und wurde Mitglied im Orchester Fioravanti Di Ciccos, dem sein Bruder Julio bereits als Geiger angehörte. 1923 kehrten die Brüder nach Argentinien zurück, und während Julio dem Orchester Juan Carlos Cobiáns beitrat, bildete Francisco ein Quartett mit den Geigern Esteban Rovati und José Di Clemente und dem Bandoneonisten Luis D´Abraccio. Nach der Auflösung von Cobians Orchester schloss sich Julio De Caro Franciscos Formation an. Im Orquesta Típica Julio De Caro, dem auch ihr jüngster Bruder Emilio angehörte, arbeiteten beide bis zu ihrem gemeinsamen Rückzug aus dem Musikgeschäft 1954 zusammen. Als Komponist gilt Francisco De Caro als repräsentativster Vertreter des Tango Romanza.

## Kompositionen
- Flores negras
- Luciérnaga
- Mala pinta
- Loca bohemia
- Triste
- Páginas muertas
- Sueño azul
- Dos lunares
- Un poema
- Bibelot
- El bajel
- Pura labia
- Colombina
- Por un beso
- Poema de amor
- Aquel amor
- Don Antonio
- Mala pata
- Adiós tristeza
- Mi diosa
- Luz divina
- Mi encanto
- Pura labia
- Don Antonio
- A palada
- Era buena la paisana
- Percanta arrepentida
- Bizcochito
- Gringuita
- La cañada